# شیرو آسانو (فیلمبردار)
شیرو آسانو (انگلیسی: Shiro Asano؛ 1877 – ۱۹۵۵ (۷۷−۷۸ سال)) عکاس، فیلم‌بردار، چهره‌پرداز اهل ژاپن بود.